# Pseudorhysipolis mellinotum
Pseudorhysipolis mellinotum är en stekelart som beskrevs av Van Achterberg 2002. Pseudorhysipolis mellinotum ingår i släktet Pseudorhysipolis och familjen bracksteklar. Inga underarter finns listade i Catalogue of Life.